# Claude Louis Hector de Villars
Claude Louis Hector de Villars, príncep de Martigues, marquès i duc de Villars i vescomte de Melun (8 de maig de 1653 - 17 de juny de 1734) fou l'últim gran general de Lluís XIV de França i un dels comandants més brillants de la història militar francesa: va ser un dels sis mariscals de França que s'han promogut al grau de Mariscal General de França.

## Primers anys de carrera militar
El duc de Villars nasqué a Moulins-sur-Allier (Departement Allier, regne de França) en el si d'una família aristòcrata però empobrida. Ingressà a l'exèrcit francès el 1671.
Es distingí als vint anys en el Setge de Maastricht del 1673 durant la Guerra francoholandesa i després de la sagnant Batalla de Seneffe, se'l promovia al grau de mestre de camp (coronel) d'un regiment de cavalleria.
El seu pròxim ascens portà temps malgrat el seu naixement aristocràtic i un excel·lent expedient militar sota els comandaments del Vescomte de Turenne, del Gran Condé i del duc de Luxemburg. La causa d'aquesta dil·lació rau en l'enemistat que s'havia creat entre ell i François Michel Le Tellier, marquès de Louvois. Finalment però, fou nomenat mariscal de camp el 1687.
En l'interval entre la Guerra francoholandesa i la formació de la Lliga d'Augsburg el duc de Villars combinà els seus dots militars amb les seves habilitats com a diplomàtic, de manera que fou escollit per una missió no oficial a la cort de l'Electorat de Baviera, on esdevingué company constant de Maximilià II Manuel de Baviera, Príncep Elector de Baviera.
Retornà a França el 1690 i se'l nomenà comandant en cap de la cavalleria francesa de l'exèrcit a Flandes, però cap al final de la Guerra dels Nou Anys marxà a Viena com ambaixador.

## Guerra de la Successió Espanyola

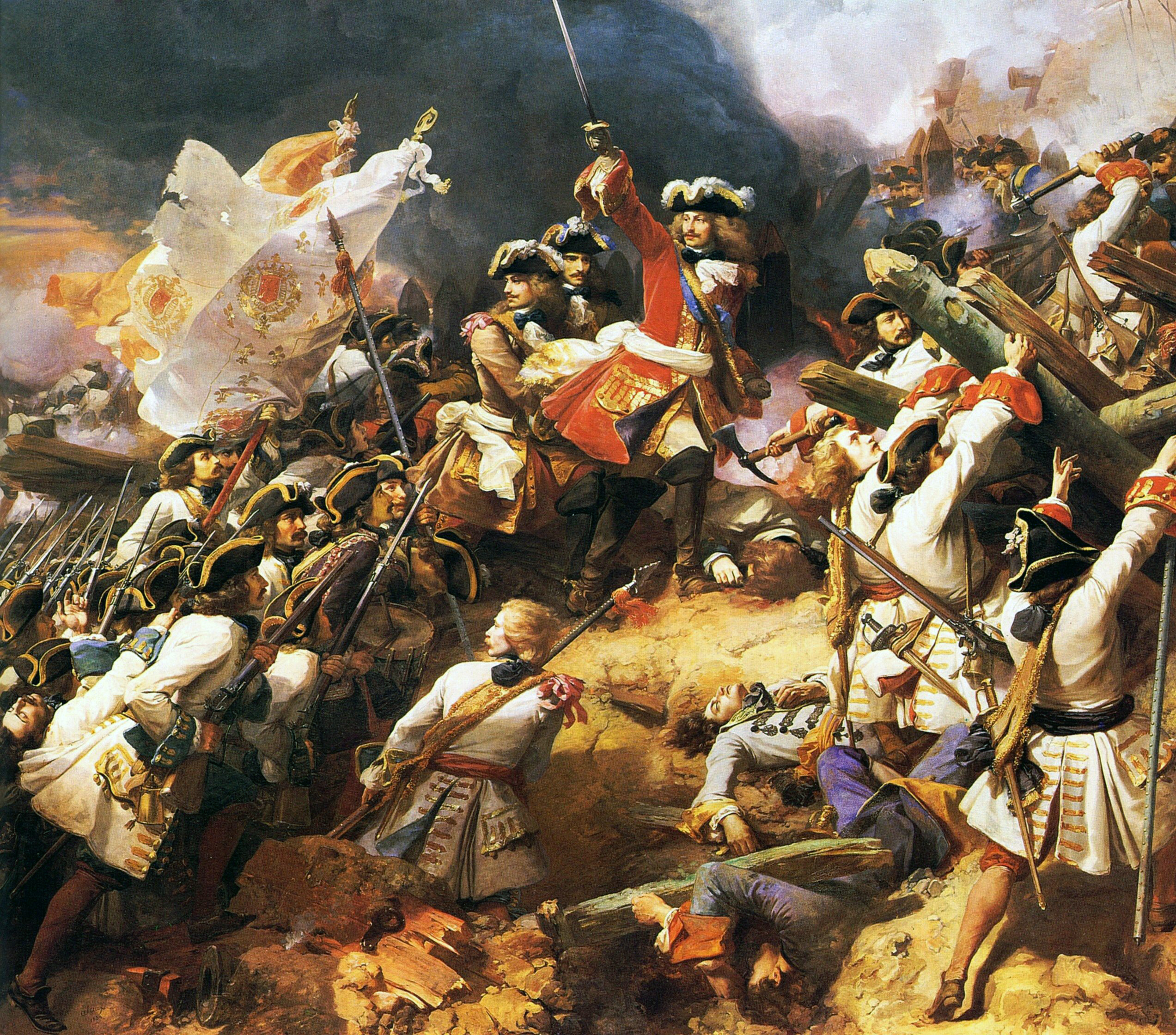
Villars victoriós a la batalla de Denain.

A la Guerra de Successió Espanyola comandà les tropes franceses al front continental, aconseguint les més importants victòries borbòniques en aquest front: Batalla de Friedlingen (1702), Batalla de Höchstädt (1703) i la decisiva batalla de Denain (1712), que l'ha fet immortal. Va alliberar Menorca el 1706 derrotant els austriacistes en la batalla de Biniatap.
Les victòries aconseguides a Friedlingen i Hochstadt són considerades estèrils en tant que les tropes franceses no pogueren explotar l'èxit aconseguit. Malgrat això, per la victòria de Friedlingen rebia el mariscalalt i per la pacificació de la revolta hugonot a les Cévennes rebia l'Ordre de l'Esperit de Sant i el títol de duc.
La glòria li arribà al Duc de Villars l'any 1709, quan França es trobava propera al col·lapse militar i econòmic i Lluís XIV de França es va veure obligat a negociar la pau amb les potències de la Gran Aliança de la Haia. Les exigències dels aliats havien portat al fracàs de les negociacions i aquestes es proposaren derrotar completament la França de Lluís XIV.
El Duc Villars fou nomenat comandant en cap del principal exèrcit francès per tal d'enfrontar-se al Príncep Eugeni de Savoia i al Duc de Marlborough al front continental. Quan s'obrí la campanya el vell Mariscal Duc de Boufflers s'oferí per servir sota les seves ordres. Després de la terrible Batalla de Malplaquet, en el qual fou ferit (Bala de fusell al genoll), va dir al rei de França que: "Si això complau a Déu per tal de donar una altra victòria als enemics de la seva majestat, s'arruïnaran."
Dues campanyes més passaren sense que arribés la batalla decisiva però finalment, el 1711, el Duc de Marlborough pogué flanquejar Villars al Setge de Bouchain deixant enrere les famoses línies 'Ne plus ultra', raó per la qual semblà que la capacitat defensiva de França havia estat trencada.
Però el Duc de Villars feu un darrer esforç i aconseguí flanquejar les tropes d'Eugeni de Savoia i derrotar-lo definitivament a la batalla de Denain. França s'havia salvat de la derrota total i malgrat que petites accions bèl·liques prosseguiren al llarg d'un altre any al Rin, les posicions de força per negociar la pau ja havien estat determinades i el 1713 es firmaven els Tractats d'Utrecht.